# Peter Šmahel
Peter Šmahel (* 13. prosince 1959) je bývalý slovenský prvoligový fotbalový brankář.

## Hráčská kariéra
V československé nejvyšší soutěži zasáhl do 2 utkání v dresu Interu Bratislava, v nichž neskóroval. Do Interu přišel ze Sence.

## Ligová bilance
| Ročník                                   | Zápasy | Góly | Minuty | Klub                      |
| ---------------------------------------- | ------ | ---- | ------ | ------------------------- |
| 1. československá fotbalová liga 1980/81 | 2      | 0    | –      | Inter Slovnaft Bratislava |
| CELKEM 1. LIGA ČSSR                      | 2      | 0    | –      |                           |